# The Last American Hero
The Last American Hero is een Amerikaanse dramafilm uit 1973 van de filmregisseur Lamont Johnson. De film is gebaseerd op het waargebeurde levensverhaal van de Amerikaanse autocoureur Junior Johnson, zoals beschreven door Tom Wolfe in  The Kandy-Kolored Tangerine-Flake Streamline Baby (1965). Junior Johnson trad tijdens de opnames op als technisch adviseur. In de film heet zijn personage Junior Jackson, een rol van Jeff Bridges.

## Verhaal
Elroy Jackson junior (Jeff Bridges) is de zoon van een clandestiene jeneverstoker in het zuiden van de Verenigde Staten. Junior is gek op snelheid en racen. Hij wordt een succesvol racer met oude auto's in dirttrackraces en valt in de smaak bij de mooie Marge (Valerie Perrine). Junior wil de beste NASCAR-racer worden. Daarvoor is veel geld nodig. Aanvankelijk probeert hij het op zijn eentje door samen met zijn broer illegale alcohol te stoken. Maar later past hij zich aan en gaat voor een groot team rijden.

## Rolverdeling
| Acteur               | Personage                          |
| -------------------- | ---------------------------------- |
| Jeff Bridges         | Elroy "Junior" Jackson jr.         |
| Valerie Perrine      | Marge Dennison                     |
| Geraldine Fitzgerald | mevrouw Jackson, moeder van Junior |
| Ned Beatty           | Hackel                             |
| Art Lund             | Elroy Jackson senior               |
| Gary Busey           | Wayne Jackson, broer van Junior    |

## Soundtrack
Het themanummer van de film, "I Got a Name" werd geschreven door Charles Fox en gezongen door Jim Croce. Het werd ook het titelnummer van Croces album I Got a Name dat kort na zijn dood verscheen.

## Locaties
Racescènes werden opgenomen op de Concord Speedway nabij Concord (North Carolina), de 311 Speedway in Martinsville (Virginia) en de Hickory Motor Speedway in Hickory (North Carolina).